# シネマジャングル
シネマジャングル（Cinema JUNGLE）は、かつて岐阜県羽島郡岐南町に存在した映画館（シネマコンプレックス）。1996年（平成8年）12月14日に開業し、2007年（平成19年）3月31日に閉館した。岐南町としては最初で最後の映画館でもある。

## 歴史
1996年（平成8年）12月14日、岐阜県初のシネマコンプレックスとして開館。建物は2階建であり、1階がテナント、2階がスクリーンであった。ジャングルという名のとおり、ジュラシック・パークのような密林に恐竜がいる内装が特徴的だった。6スクリーン。2000年（平成12年）頃には駐車場の一部をドライブインシアターとしていた。
2000年代に岐阜地区に大規模なシネマコンプレックスを併設するショッピングセンター（リバーサイドモール、カラフルタウン岐阜、モレラ岐阜）が開館すると、利用者が減少。2007年（平成19年）に閉館し、建物の2階は閉鎖された。1階は飲食店や音楽教室などが入居していたが、2020年（令和2年）3月に全施設が退去し、建物自体も2020年（令和2年）7月に取り壊された。

## データ
- 所在地：岐阜県羽島郡岐南町上印食9-50-1
  - 名鉄名古屋本線岐南駅より車で約5分、名鉄各務原線細畑駅より車で約3分。
  - 近隣には岐南町役場、岐南インターチェンジなどがある。
- 運営：有限会社フォーカスポーカス（株式会社グローバルエンターテイメントのグループ会社）
- 座席数
  - スクリーン1：202席
  - スクリーン2：168席
  - スクリーン3：105席
  - スクリーン4：105席
  - スクリーン5：81席
  - スクリーン6：81席

## おもな上映作品
※基本的に洋画と邦画の大作・話題作がメインだったが、まれにミニシアター向きの作品上映も行われた。以下、出典のみられる主な作品である。
- アナスタシア（1998年8月29日公開）[3]
- ザ・ビーチ（2000年4月22日公開）[4]
- ハリー・ポッターと賢者の石（2001年12月1日公開）[5]
- ジョゼと虎と魚たち（2004年1月24日 - 上映）[6]
- イノセンス（2004年3月6日公開）[7]
- ピーター・パン（2004年4月17日公開）[8]
- エイリアンVSプレデター（2004年12月18日公開）[9]
- 亀は意外と速く泳ぐ（2005年8月13日 - 上映）[10]
- それいけ!アンパンマン ハピーの大冒険（2005年8月27日 - 上映）[11]
- 樹の海（2005年10月15日 - 28日上映）[12]
- 大変な結婚（2005年11月26日 - 上映）[13]
- ベルベット・レイン（2005年11月26日 - 上映）[14]
- カスタムメイド10.30（2005年12月3日 - 上映）[15]
- 運命じゃない人（2005年12月10日 - 23日上映）[16]
- 探偵事務所5（2005年12月23日 - 上映）[17]
- 惑星大怪獣ネガドン（2006年2月4日 - 10日上映）[18]
- 福井青春物語（2006年2月4日 - 17日上映）
- ケータイ刑事 THE MOVIE バベルの塔の秘密〜銭形姉妹への挑戦状（2006年3月18日 - 上映）[19]
- イノセント・ボイス 12歳の戦場（2006年4月22日 - 5月12日上映）[20]
- マクダル パイナップルパン王子（2006年6月10日 - 23日上映）[21]
- SPL/狼よ静かに死ね（2006年6月17日 - 30日上映）[22]
- 立喰師列伝（2006年7月1日 - 上映）[23]
- おさるのジョージ（2006年7月22日 - 上映）[24]
- それいけ!アンパンマン いのちの星のドーリィ（2006年8月12日 - 上映）[25]
- 夢遊ハワイ（2007年1月6日 - 19日上映）[26]
- 王と鳥（2007年1月13日 - 26日上映）[27]
- 待合室（2007年1月20日 - 上映）[28]